# Den vilda jakten på likbilen
Den vilda jakten på likbilen (även kallas Blondin på skojarjakt) är en svensk komedifilm från 1969 i regi av Claes Fellbom. I rollerna ses bland andra Halvar Björk, Margareta Sjödin, Monica Nordquist och Roland Jansson.

## Om filmen
Inspelningen ägde rum mellan den 10 juni och 1 augusti 1968 i Danmark, Tyskland och Frankrike. Producent var Bengt Forsberg, manusförfattare Rune Olausson och Yvonne Floyd och fotograf Roland Lundin. Filmen premiärvisades den 3 november 1969 på biografen Metropol i Malmö och är 85 minuter lång.
Filmen mottogs av negativa recensioner.

## Handling
Sven får i uppdrag att köra en likbil, men han är ovetande om att ett rånbyte ligger gömt i den.

## Rollista
- Halvar Björk – Sven, renhållningsarbetare
- Margareta Sjödin – Inga, frälsningssoldat
- Roland Jansson – Algot, scout
- Monica Nordquist – Zara, gangsterbrud
- Teddy Rhodin – Slim, illusionist, bedragare
- Conny Larsson – Lillebror, Zaras medhjälpare
- Erik Paaske – verkmästaren
- Pierre Björklund – prästen

## DVD
Filmen gavs ut på DVD 2006 med titeln Blondin på skojarjakt.